# Subaru Outback

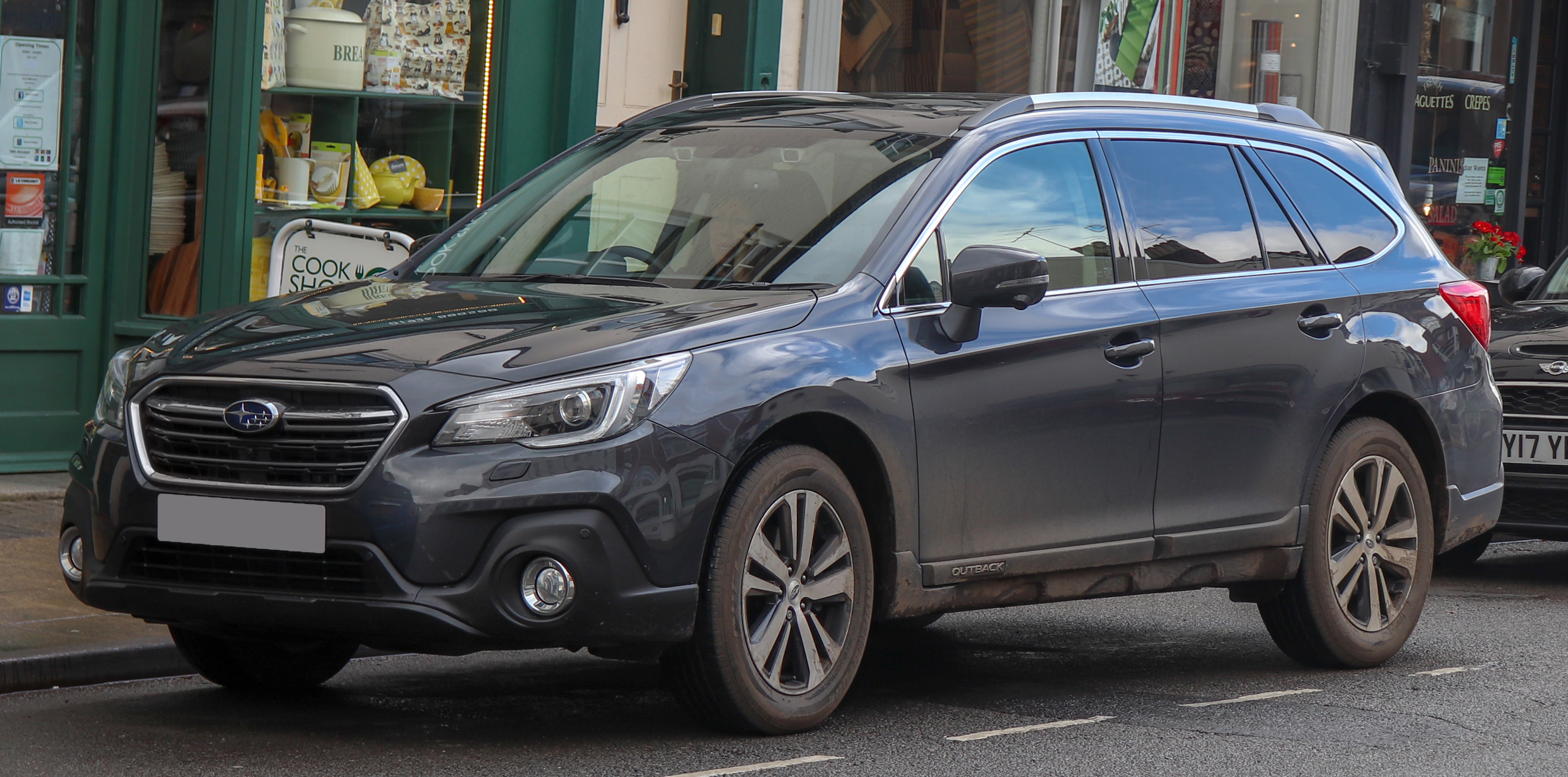
Subaru Outback.

Subaru Outback bygger på samma stomme som Subaru Legacy. Skillnaderna är bland annat att Outback är cirka 5 cm högre än syskonmodellen genom längre fjädringsväg, högre däckprofil, andra stolar, diverse exteriöra plastdetaljer samt annan spårvidd på grund av annan offset (ET) på fälgarna.
Outback har även differentialbroms på bakaxeln och nivåreglering som standard.